# Sånger vi gärna minns vol.1
Sånger vi gärna minns vol.1 utkom 1974 och är ett album av den kristna gruppen Samuelsons. Albumet innehåller äldre och nyare andliga sånger. 

## Låtlista

### Sida 1
1. Vilken vän vi har i Jesus
2. På en avlägsen höjd
3. Ta min hand
4. O store Gud
5. Han är min sång och min glädje

### Sida 2
1. Mitt hem är där
2. Blott en dag
3. Jag på Jesus helt förtröstar
4. Jesus om dig vill jag sjunga
5. Barnatro